# Asz-Szahanijja (prowincja)
Asz-Szahanijja (arab. الشحانية) – jedna z 8 prowincji w emiracie Kataru, znajdująca się w zachodniej części kraju. Stolicą prowincji jest Asz-Szahanijja.